# جيرار هيرتر
جيرار هيرتر (بالألمانية: Gérard Herter)‏ هو ممثل ألماني، ولد في 12 أبريل 1920 بشتوتغارت في ألمانيا، وتوفي في 6 فبراير 2007 في ألمانيا.

## وصلات خارجية
- جيرار هيرتر على موقع IMDb (الإنجليزية)
- جيرار هيرتر على موقع ألو سيني (الفرنسية)
- جيرار هيرتر على موقع أول موفي (الإنجليزية)
- جيرار هيرتر على موقع قاعدة بيانات الفيلم (الإنجليزية)
- جيرار هيرتر على موقع كينوبويسك (الروسية)